# Festival de Música de Tampere
Tampere Music Festivals organiza tres eventos musicales en la ciudad de Tampere, Finlandia.
Tampere Jazz Happening se celebra cada mes de noviembre, juntando amigos de jazz moderno. El programa consiste en música improvisada, música del mundo y rock influenciado por jazz. Diferentes tiendas y exhibiciones toman lugar durante el evento.
Tampere Vocal Music Festival es organizado cada dos años, a principios del mes de junio. El festival incluye el popular concurso internacional de cantantes y exposición coral internacional. También hay varias tiendas y varios conciertos libres de pago celebrándose por toda la ciudad. El número total de visitantes es de aproximadamente 30000 personas.
Tampere Biennale, en él se interpretan piezas de música clásica contemporánea de compositores finlandeses. La reunión de conciertos incluye Tampere Hall y el Old Customs House Hall. Se puede escuchar música electrónica finlandesa en los conciertos de Planetarium and Klubi. El festival ha sido organizado desde el año 1986 y la última edición fue en abril del año 2008.